# دستور زبان فارسی معاصر
دستور زبان فارسی معاصر کتابی از ژیلبر لازار است که به توصیف دستور زبان فارسی در دورهٔ معاصر می‌پردازد. این کتاب با ترجمهٔ مهستی بحرینی از سوی نشر هرمس منتشر شده‌است.